# 橋本暢夫
橋本 暢夫（はしもと のぶお、1931年 -2024　）は、日本の国語教育学者。
大阪市生まれ。1954年広島大学教育学部卒業。和歌山県立桐蔭高等学校、広島県下の高等学校に勤務。1969年広島県教育委員会指導課指導主事、高等学校教育係係長・指導課課長補佐。広島県立高等学校教頭、1980年大分大学助教授、教授。1989年鳴門教育大学教授、評議員、付属図書館長となり「大村はま文庫」を創設、1990年大村はま賞受賞。1997-2003年徳島文理大学教授。2002年「中等学校国語科教材史研究 現代文教材化の状況とその史的役割を中心に」で広島大学教育学博士。専攻は国語教育学。国語教育史研究。国語科教育実践理論の研究などを専門としている。

## 著書
- 『大村はま「国語教室」に学ぶ 新しい創造のために』溪水社 2001
- 『中等学校国語科教材史研究』溪水社 2002
- 『大村はま「国語教室」の創造性』溪水社 2009

### 共編
- 大村はま,波多野完治『22年目の返信』野地潤家共編 小学館 2004
- 『大村はま国語教室全15巻別巻1』巻別内容総覧』編 溪水社 2013

## 論文
- Cinii